# 일본재건연맹
일본재건연맹(일본어: 日本再建連盟 니혼사이켄렌메이[*])은 제2차 세계대전 종전 직후에 존재했던 일본의 보수정당이다.
구 입헌국민당 계열의 정치인들로 결성된 민정구우회(民政旧友会)가 분열하면서, 미요시 히데유키, 다케치 유우키 등이 기시 노부스케를 업고 보수신당을 결성하려 획책했다. 오오아사 타다오, 마츠무라 켄조 등이 신정구락부를 거쳐 개진당을 창당한 반면, 미요시와 다케치는 1951년에 신일본정치경제조사위원회(新日本政治経済調査会)를 결성했다. 그리고 기시의 추방령 취소가 가까워진 1952년 4월, 기시와 가까운 정치인, 관료들을 규합해 일본재건연맹을 결성했다. 발족 당시 미요시 히데유키가 이사장, 시게미츠 마모루·이시구로 타다아츠·시부사와 게이조·후지야마 아이이치로·쇼리치 마쓰타로·키요세 이치로·노무라 기치사부로 등 쟁쟁한 인물들을 고문으로 위촉했다. 하지만 이 사람들 모두가 일본재건연맹에서 정치인으로 변신하려 한 것은 아니다. 개진당 총재로 모셔진 시게미츠처럼 단기간에 연맹을 떠난 사람도 있었다.
일본재건연맹은 미요시를 이사장으로 올려놓고 있었지만, 실질적 지도자는 기시였고, "기시 신당"이라고 할 수 있었다. 당초 발표한 「오대정책」은 헌법개정, 빤공, 아시아와의 경제외교 중시 등 기시가 일생동안 관철한 정치노선이 나타난다. 일본재건연맹은 1952년 수십 명의 후보자를 공천했지만 당선된 것은 다케치 혼자 뿐이고 미요시 등 다른 후보들은 모두 낙선했다. 이듬해 연맹은 자연소멸에 가깝게 해산되었고, 그 인적 구성은 대부분 자유당에 합류, 자유민주당 기시파의 원류가 되었다.

## 참고 자료
- 岸信介・矢次一夫・伊藤隆『岸信介の回想』文春学藝ライブラリー、2014年（初出1981年）、P112～122。